# Antonio Posa
Antonio Posa González (1933 - 2022), nacido en la localidad aragonesa de Ejea de los Caballeros, fue un luchador español de lucha libre, logrando uno de sus primeros éxitos al ser Campeón de Aragón y La Rioja en los pesos medios el 11 de abril de 1956.
Posa alcanzó la diadema mundial media NWA el 27 de abril de 1962 destronando al favorito de la afición, el «Rey Moro» René Guajardo, que, a su vez, había acabado con el largo reinado de casi cuatro años de su maestro Rolando Vera. Su dominación duró hasta el 16 de octubre de 1962, cuando René Guajardo le arrebató de nuevo el cinturón.
Falleció el 11 de enero de 2022 en Santa Fe (Estados Unidos), ciudad en la cual residía.